# Vivekananda

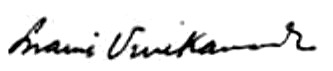
Firma

(Vivekananda)
Narendranath Dutta, conosciuto come Swami Vivekananda (Bengali: স্বামী বিবেকানন্দ "Shami Bibekànondo", Sanscrito: स्वामी विवेकानन्द "Svāmi Vivekānanda" IAST), (Calcutta, 12 gennaio 1863 – Belur, 4 luglio 1902), è stato un mistico e filosofo indiano di origine bengalese, appartenente alla scuola Advaita Vedānta.

## Biografia
Vivekananda nacque in India da una famiglia del Bengala, allora parte dell'India britannica.
Considerato in India alla stregua di un santo, è stato il principale discepolo del guru Ramakrishna, e secondo le sue istruzioni, fondò nel 1897 a Calcutta la Ramakrishna Mission, allo scopo di "promuovere il miglioramento delle condizioni spirituali e materiali dell'umanità intera, senza alcuna distinzione di casta, credo, razza, nazionalità, genere e religione"., e di promuovere la fratellanza fra gli adepti delle diverse religioni, nella consapevolezza che si tratta di forme differenti di unica Religione eterna ed universale.

Di tradizione e cultura induista, fu un grande ammiratore e conoscitore di differenti religioni, in modo particolare del cristianesimo ed insistette in particolare sull'accettazione da parte dei teisti occidentali della teoria della reincarnazione e del karma, come unica soluzione al problema del male e della teodicea: 
Poeta, filosofo e grande pensatore fu autore di molti testi spirituali, ma non solo; scrisse vari pensieri con la finalità di integrare la cultura occidentale con quella orientale, un filone ripreso poi da vari asceti indiani.
Vivekananda inoltre si prodigò molto in campo sociale, tanto che ancora oggi è ricordato per le sue innumerevoli attività rivolte al prossimo.
Massone, venne iniziato nel 1884 nella Loggia "Anchor and Hope" N. 1 di Calcutta, della Gran Loggia dell'India.

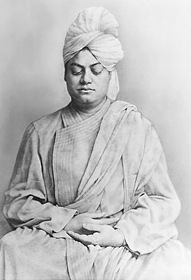
Vivekananda in meditazione (1896)

Viaggiò molto, tenendo molte lezioni, ma la sua salute fragile si deteriorò per il grande sforzo, e nel 1901 tornò in India dopo un declino fisico, soffrendo di asma, diabete e insonnia. Si riprese ma annunciò che non avrebbe superato i quarant'anni, avendo realizzato i suoi obiettivi spirituali. Nel suo ultimo giorno, il 4 luglio 1902, si alzò presto, si dedicò alla lettura, poi meditò per tre ore, e alle 9:20 si ritirò nel suo studio chiedendo di non essere disturbato. Poco dopo morì, seduto nella postura della meditazione, all'età di 39 anni, per emorragia cerebrale. I suoi discepoli sostennero che avesse ottenuto il mahasamadhi o samadhi supremo (ossia quando un guru è ritenuto dai fedeli lasciare volontariamente il corpo per fondersi con il divino universale tramite il sahasrāracakra).

## Il seguito
Fra i suoi discepoli più stretti vi fu la mistica tedesca Christina Greenstidel 1866-1930, conosciuta anche come Sister Christine.
Anche lo scrittore statunitense J.D. Salinger era un seguace di Swami Vivekananda, oltre che di Paramahansa Yogananda.

## Opere
In italiano
- Swami Vivekananda, Jnana-yoga. Lo yoga della conoscenza (The complete works, I), prefazione all'edizione italiana di Swâmi Nityabhodananda; traduzione autorizzata di Lionello Stock. Roma, Casa editrice Astrolabio-Ubaldini, 1963.
- Swami Vivekananda, Yoga pratici. Karma-yoga, Bhakti-yoga, Raja-yoga (The complete works, II), prefazione all'edizione italiana di Swâmi Nityabhodananda; traduzioni autorizzate di Augusta Mattioli e Giulio Cogni. Roma, Casa editrice Astrolabio-Ubaldini, 1963.
- Swami Vivekananda, Aforismi del sistema yoga di patenjali. Roma, Napoleone, 1971
- Swami Vivekananda, In cerca di Dio e altre poesie. Assisi, Vidyananda, 2002
- Swami Vivekananda, Aforismi sullo yoga di Patanjali, traduzione, note introduttive e note al testo di Dario Chioli. Torino, Psiche, 2009
- Swami Vivekananda, Lezioni di raja yoga, traduzione di Ida Sereni. Borzano\Canossa, SeaR, 1994